# Charleston (Terre-Neuve-et-Labrador)
Pour les articles homonymes, voir Charleston.
Charleston est une petite communauté canadienne située sur la péninsule de Bonavista de l'île de Terre-Neuve dans la province de Terre-Neuve-et-Labrador. Elle est reliée par la route 230.

## Annexe